# Idioma palaíta
El idioma palaíta o palaico es una lengua indoeuropea perteneciente al grupo anatolio, toma su nombre de los habitantes de la región denominada Pala por los textos hititas.

## La región de Pala y sus habitantes
En los antiguos textos hititas la palabra Pala se utiliza para designar un área del imperio. Se encuentra ubicado en la región central del reino hitita en Anatolia, en el centro, cerca de la región de Hattusa, el Hatti. Puede corresponder a una parte de la Paflagonia. Los hablantes de la lengua palaíta vivieron en esta zona a principios del reino hitita, en los siglos XVII-XVI a. C., entonces desaparece de la documentación. Esta zona se convierte en un asentamiento de los kaskas, un pueblo no indoeuropeo.

## Conocimiento de la lengua
Nuestro conocimiento de la lengua palaíta (palaumnili en hitita) es muy limitado, ya que no está bien documentado: solo se conocen unos pocos pasajes en textos escritos en escritura cuneiforme en palaíta, o pasajes en los textos hititas permiten su estudio. Todos los textos palaítas conocidos son de naturaleza religiosa (CTH 750-754 de acuerdo con la clasificación de E. Laroche), puesto que los hititas conservaron algunos rituales de los pueblos vecinos en sus tradiciones de culto. Por lo general dichos textos son fragmentarios, el texto más largo se dedica a un antiguo dios del ritual Hatti, Ziparwa (CTH 750).
Muchos pasajes en idioma palaíta se caracterizan por contener préstamos léxicos de la lengua hática, lengua no indoeuropea, y no podemos saber si se trataba de la misma lengua. Por lo que conocemos, el palaíta se ajusta claramente a las características típicas de las lenguas indoeuropeas, y en general es cercano a su vecinos y contemporáneos, los idiomas hitita y luvita.